# Българска християнска телевизия
Българска християнска телевизия (съкратено БХТВ) е български телевизионен канал.
БХТВ излъчва от 2015 г. Основател на телевизията е евангелския пастор Благовест Белев. Медията има за цел да представи стандартите на протестантството. Телевизията излъчва предавания, проповеди, конференции, хваления, концерти, свидетелства, игрални и документални филми на християнска тематика, засягащи най-вече протестанството и различните му разклонения.

## Предавания
- Информационна емисия на БХТВ
- Програма Съприкосновение с д-р Чарлз Стенли
- Среща с Благовест Велев
- Живот в светлина
- Проповед
- Духовно пробуждане
- Отворено небе
- Библейски истории
- Библейски личности
- Победа
- Към звездите
- Корени на вярата
- Красив ум
- Настоящата реформация с п-р Урс Майер
- Водени по пътя с д-р Майкъл Юзеф
- Видеопроповед
- Свръхестествено е
- Слава на Бога
- В пролома
- Клуб 700
- Нова индетичност
- Стражът
- Зрителите питат - пасторите отговарят
- Божествено изцерение
- Възстановяване на колибата
- Думи на живот
- Докосване на безграничното
- Славата на Исус
- Грънчарят
- От архивите на Били Греъм
- Попитай Дани Тенев
- Не се отказвай
- Великото поръчение
- Н2О
- Багрите на българското
- Песен и молитва
- Преследвай лъва
- Призив за всички
- Посланието на кръста
- Ангелите - пратени с мисия
- Продукция на БХТВ и ТБН